# 吸収促進薬
吸収促進薬（absorption enhancer）とは小腸やその他の粘膜に作用し、その構造や性質に変化を与えることによって他の薬物の透過性を亢進させる薬物である。腸粘膜を通過する薬物送達と血液脳関門を通過する薬物送達の原則はよく似ているため、吸収促進薬の一部は血液脳関門通過にも応用が試みられている。

## 機構
吸収促進の機構としてはエチレンジアミン四酢酸(EDTA)の場合のように細胞間の接合部位に作用して細胞間隙を広げ薬物の透過を促進する機構とオレイン酸のようにある種の細胞膜の脂質部分および膜タンパク部分の流動性を高め薬物の拡散によって薬物の拡散による透過を高める機構が考えられている。細胞間隙の増大作用はクローディンの発現量の変化などが関わっていると考えられている。

## 歴史
最も古い報告としては1961年のNature誌でEDTAによるヘパリンの粘膜吸収促進の報告が知られている。この報告が粘膜上皮バリア制御による吸収促進の概念実証を初めて検証したものとされている。当時はタイトジャンクションも同定されておらずEDTAの吸収促進機構は未解明であった。1963年にタイトジャンクションが同定され、その4年後にはタイトジャンクションシール開口により薬物の粘膜吸収促進の概念が提唱された。
1982年にタイトジャンクションの脂質ミセル説が提唱され、これらの報告を受けて界面活性剤、中鎖脂肪酸などの吸収促進薬の開発が加速した。カルシウムイオンキレートに作用するEDTA、細胞膜に作用するサーファクタント、ホスホリパーゼCの活性化を起こすカプリン酸ナトリウムがこの頃によく研究された。これらの吸収促進薬を添加すると通常は0.5～1.0nmのタイトジャンクションが10nm以上開口し70kDaのデキストラン（6.6nm）も通過した。抗体も角度によっては通過可能であった。これがバイスタンダー効果によって薬以外の生体外異物も吸収されてしまう吸収促進薬特有のリスクになっている。その後タイトジャンクションの構成分子がオクルディン、クローディン、トリセルリン、アンギュリンなどが明らかになった。タイトジャンクション構成分子のトランス相互作用を阻害する物質が吸収促進薬として利用可能と考えられた。C-CPEやangubindin-1など細菌毒素断片が利用された。細菌毒素断片は細菌由来であり、さらに20～40kDaと大きく高い抗原性をもっている。
臨床応用するにはヒトに頻回投与可能な低分子へのモダリティ変換が必要と考えられている。

## 分類
下記に消化管で用いられている吸収促進薬の分類をまとめる。
| 分類       | 薬物 |
| ---------- | --- |
| 界面活性剤 | ポリオキシエチレンエーテル類、ラウリル硫酸ナトリウム、サポニン、アルキルサッカライド、ショ糖脂肪酸エステル、N-アシルアミノ酸、N-アシルタウリンなど |
| 胆汁酸塩   | グリココール酸、タウロコール酸、デオキシコール酸                                                                                                   |
| キレート剤 | EDTA、サリチル酸ナトリウム、有機酸など |
| 脂肪酸類   | カプリン酸ナトリウム（C10）、ラウリン酸ナトリウム（C12）、オレイン酸、リノール酸、混合ミセルなど                                                   |
| その他     | キトサン類 |

## 代表的な吸収促進薬
カプリン酸ナトリウム
カプリン酸ナトリウム（C10、デカン酸ナトリウム）は世界で初めて実用化された吸収促進薬である。牛乳などの様々な栄養源に含まれている成分であり、GRAS（generally recognized as safe）ステータスを獲得している。また米国や欧州では健康に与える影響はないと考えられており、1日あたりの使用制限は規定されていない。カプリン酸ナトリウムが吸収促進薬として添加された臨床応用がある。アンピシリンにカプリン酸ナトリウムを添加した薬にヘルペン坐薬（住友製薬と京都薬品工業との共同開発）、アンピレクト坐薬（京都薬品工業）、第三世代セフェム系抗生物質であるセフチゾキシムにカプリン酸ナトリウムを添加したエポセリン坐薬（藤沢薬品と京都薬品工業との共同開発）が臨床応用として知られている。いずれも小児用座薬である。
カプリン酸ナトリウムは可溶性のアニオン性界面活性剤である。カプリン酸ナトリウムはpKa以下となる胃液中では不溶性の非イオン形で存在するがpKaより高い小腸のpH値においてはイオン化されて洗浄力を発揮する。カプリン酸ナトリウムの作用機序に関しては様々な実験方法で研究されている。傍細胞経路を利用した吸収促進と経細胞経路を利用した吸収促進が知られている。傍細胞経路へのよく知られた作用としてはカプリン酸ナトリウムがホスホリパーゼC（PLC）を活性化することで始まり、イノシトール1,4,5-三リン酸（IP3）の生成が増加する。さらにIP3の増加により細胞内のカルシウムイオンの増加を引き起こし、これがカルモジュリン（CAM）およびミオシン軽鎖キナーゼ（MLCK）の活性化につながる。これらの一連のシグナル伝達の最後に細胞内のミオシンとアクチンの重合を促進し、細胞の収縮が起こり、その結果として細胞間隙が開口すると推定されている。
その後、カプリン酸ナトリウムがクローディンやオクルディンの局在性変化させることやバイセルラータイトジャンクションからクローディン5を除去し、トリセルラータイトジャンクションからトリセルリンを除去することで傍細胞経路を利用した吸収促進を行うことが明らかになった。
経細胞経路に関してはクローディン4およびクローディン5とカプリン酸ナトリウムが置換することにより膜の撹乱を引き起こし薬物の経粘膜透過性を向上させることが示唆されている。
特異的な吸収促進ではないため副作用が危惧される。カプリン酸ナトリウムはマンニトールとともに血液脳関門の吸収促進薬として使用が検討された。
カプリル酸ナトリウム
カプリル酸ナトリウム（C8、オクタン酸ナトリウム）はカプリン酸ナトリウムと同様にタイトジャンクションへ作用する吸収促進薬である。
SNAC
SNACはサリチル酸の合成N-アセチル化アミノ酸誘導体であり、カプリン酸ナトリウムに類似した両親媒性と界面活性を示す弱酸性物質である。粘膜透過性の低い薬物を腸内でシャペロン化できる物質を見出すスクリーニングの過程で見いだされた。
経口のGLP-1製剤であるリベルサス（経口セマグルチド）は吸収促進薬としてSNACが添加されている。
胆汁酸
胆汁酸は哺乳類の胆汁に含まれるステロイド誘導体である。食物の脂肪や薬物の吸収に関与している。また胆汁は体内からの主要なコレステロール排出経路として知られている。肝臓で合成されたものを一次胆汁酸といい、消化管の微生物によって代謝された産物を二次胆汁酸という。胆汁酸塩はリン脂質への相互作用やミセル形成で経細胞経路による透過性を亢進させ、タイトジャンクションやヘミデスモソームとの相互作用で傍細胞経路の透過性を亢進させる。
細胞膜透過ペプチド
細胞膜透過ペプチドはアミノ酸6～20残基程度のカチオン性ペプチドで細胞内へのすぐれた内在化能力を特徴とする。高分子医薬品に化学的に架橋させてもちいることもあるが目的薬物に添加して用いることもある。界面活性剤のような吸収促進薬を消化管内に投与した場合は粘膜上皮細胞膜への刺激作用やタイトジャンクション構造変化を誘発する可能性がある。細胞膜透過ペプチドの添加は粘膜障害を惹起することなく薬物の吸収を向上させたという報告がある。
C-CPE
ウェルシュ菌エンテロトキシン(CPE; Clostridium perfringens enterotoxin)のC末端の184-319であるC-CPE184-319はクローディン-3、クローディン-4に作用することが報告されていた。C-CPE184-319は上皮細胞へ作用させると細胞障害性を伴うことなくタイトジャンクションのバリア機能を阻害するため、吸収促進薬として応用可能な可能性があった。昭和薬科大学の近藤、渡辺らはC-CPE184-319がラットの空腸を用いたin site loop assayで分子量4000のデキストラン（FD-4）の吸収促進効果があることを明らかにした。中鎖脂肪酸のカプリン酸（C10）の400倍も効果が認められた。C-CPE184-319の作用は分子量20000を超えると著しく低下した。タイトジャンクションの間隙は0.5nm程度であり、カプリン酸の投与で1.5nmまで開口する。C-CPE184-319投与では2nm程度開口すると推定された。この研究によりクローディンバインダーを利用した吸収促進の概念実証（proof of concept）が確立した。
さらに2007年にAndersonのグループがC-CPE194-319というC-CPE184-319のN末10アミノ酸欠損体を作成した。C-CPE194-319は高い溶解度を示し構造解析が可能であった。大阪大学の近藤、八木らはC-CPE194-319が高い溶解度だけではなくクローディン4への結合、TJストランド消失能力を保持していることを明らかにした。C-CPE194-319を用いてバイオ医薬を非侵襲的に投与できる概念実証を確立した。さらに彼らはクローディン1、2、4、5に結合するC-CPEの変異体であるm19を開発した。protzeらはクローディン5のみに結合する変異体である C-CPE Y306W/S313Hを開発した。これは血液脳関門を通過させる吸収促進薬となる可能性がある。C-CPE Y306W/S313HはゼブラフィッシュではBBB透過性を亢進させるという報告がある。
Angubindin-1
ウェルシュ菌(Clostridium perfringens)はクロストリジウム属に属する嫌気性桿菌である。河川、下水、海、土壌中など自然界に広く分布している。ヒトを含む動物の腸内細菌叢における主要な構成菌であることが多い。少なくとも12種類の毒素を作り、α, β, ε, ιの4種の主要毒素の産生性によりA, B, C, D, E型の5つの型に分類される。E型ウェルシュ菌はα毒素とι（イオタ）毒素の2種類の毒素を主に産出する。ι毒素は独立した2種類の蛋白質からなる二成分毒素である。stilesとWlikinsはイオタ毒素を精製し、毒素は互いに結合や相互作用がなく、Ia成分（軽鎖、イオタa成分）とIb成分（重鎖、イオタb成分）からなる二成分毒素で、両者の共存下で毒素作用を示すことを報告した。イオタ毒素はボツリヌスC2毒素（C2ⅠとC2Ⅱ）や炭疽菌毒素（PA、IF、LF）やスピロフォルム菌イオタ毒素様毒素などと同じADPリボシル化毒素型ファミリーに属する。Ibのドメイン4の一部である442-664アミノ酸残基からなるリコンビナント蛋白質Ib442-664はアンギュリン1およびアンギュリン3と相互作用する。Ib442-664はangubindin-1と言われるようになった。アンギュリン1は脳微小血管内皮にも発現しているためangubindin-1を用いると分子量5000程度のアンチセンスオリゴヌクレオチドが血液脳関門を通過し中枢神経系に送達される。angubindin-1は細胞毒性を示さず、マウスにも安全に投与可能である。